# 新世界訳聖書
新世界訳聖書（しんせかいやくせいしょ）は、匿名のエホバの証人からなる「新世界訳聖書翻訳委員会」による英語訳聖書または同委員会の監督によるその重訳。日本語訳全巻の合本発行は1982年。その後、1985年、2019年に改訂。本書は、エホバの証人により、無償で配布されている。

## 概要
原書である英語版は1950年から1960年にかけて分冊で発表され、1961年には1冊にまとめられて出版された。最新は2013年改訂版。
また、日本語版は1973年に通常の新約聖書の範囲に相当する「クリスチャン-ギリシャ語聖書」の分冊が発行され、1982年には通常の旧約聖書の範囲に相当する「ヘブライ語-アラム語聖書」の部分も含めた全巻が発行された。最新は2019年改訂版。
本書が登場するまで、英語圏のエホバの証人は、長年にわたりジェームズ王欽定訳やアメリカ標準訳を主に使用してきた。また日本のエホバの証人は日本聖書協会の文語訳聖書や口語訳聖書を主に使用してきた。しかし、本書の刊行以降、エホバの証人が集会で使用する聖書はほぼ世界的に、本書へと統一されるようになった。しかしあくまでエホバの証人は聖書研究に重きを置く団体であることから、個人研究では本書以外の翻訳の使用も推奨しており、研究ツールであるJW Libraryの英語版には本書もふくめ、『生きた英語による聖書』、『ジェームズ王欽定訳聖書』や『アメリカ標準訳聖書』など7種の翻訳聖書を搭載することができる。
本書を翻訳するにあたり、ヘブライ・アラム語聖書を翻訳する底本としてルドルフ・キッテルの『ビブリア・ヘブライカ』第7版から第9版（1951年 - 1955年）の校訂本文が使用された。さらに『ビブリア・ヘブライカ・シュトゥットガルテンシア』（1977年版）、死海写本、他の言語に翻訳された数多くの初期の訳本も参考にされている。2019年改訂版は『ビブリア・ヘブライカ・シュトゥットガルテンシア』最新版と『ビブリア・ヘブライカ・クインタ』も参照している。また、クリスチャン・ギリシャ語聖書については、主にウェストコットとホートによる『ギリシャ語原語による新約聖書』1881年版を使用、これについてもネストレ・アーラントやUBS（世界聖書協会）などの数多くの底本や初期の訳本が参考にされた。

## 批判
本書を正当に聖書と呼ぶことができるかについては、この訳がさまざまな箇所に変更を加え、自らの教理との矛盾を避けて訳されたとの主張もある。宗教研究家の正木弥は、なかでも2例を特に挙げ、ご多忙の方は、以下の実例のうち、ルカ 23:43とヨハネ 14:9 第二段だけをご覧いただいても、それがわかりますと述べている。
具体的には、エホバの証人の組織の教理との矛盾を生ずる都合の悪い部分について、コンマを都合よく移動させたり、ほんとうはをとしか言っていないのにを[も]のように加筆したりして、極めて重要な部分でその意味を変えているという。前述のように、本書はウェストコットやホートらの底本を使用しているはずであるが、むろん底本はそのようにはなっていない。
エホバの証人はこの相違について、コンマを打ったのはあくまでウェストコットやホートら校訂者であって、ほかの読みも可能であるといい、『新世界訳聖書 ― 参照資料付き』欄外脚注によれば、当時の原語の校訂本でなく、5世紀のクレトニア写本におけるシリア語訳が文脈にそっているという。このように、エホバの証人の組織の見解に合致しない聖書箇所について、可能な限り底本どおりでない訳がなされている。
また、本書の特色として「エホバの名」が用いられているとのことであるが、少なくとも新約聖書では、原文にはその名はない。正木弥によれば、新世界訳聖書翻訳委員会つまりエホバの証人の組織の判断でどこにも根拠のない“復元”がなされたのである。エホバの証人によれば、現存する最古写本は三位一体確立以降の西暦3世紀のものであって、それまでに削除が行われていたという。
エホバの証人は本書を「正確で読みやすい翻訳聖書」であると評している。一方、キリスト教会側は、三位一体論にかかわる箇所を中心としてエホバの証人の教理に沿った恣意的な訳文が見られるとし、「エホバの証人の教理に合わせて改竄された偽物の聖書」であり「日本語としても全くひどいもの」と指摘する。
「エホバの証人は聖書を研究するに当たり, 様々な翻訳聖書を用いてきました」というように、新世界訳以外に聖書を使用することは公式教理上違法ではない。組織の出版物にもしばしば、さまざまな翻訳(またはそれをさらにエホバの証人が訳したもの)が登場する。
しかしながら、その続きに「「新世界訳」が出版されている言語では, とりわけその聖書を活用しています」とあるように、日本のような新世界訳が自国語で入手できる国では、信者各々の宗教活動はおもに新世界訳による。
エホバの証人の組織を監督し教義を制定する「統治体」のひとりジェフリー・W・ジャクソンは、自らビデオに出演し、「この新世界訳は、英語版も、他の言語のものも、エホバの証人の組織の、聖書を理解している人たちによって翻訳されたので、安心して読むことができことができます」と述べているが、後述するように、これは一方的な主張であるといえる。
ビデオによれば、彼らは通常の聖書では「安心」できないという。実際、信者によっては、立場を異にする「キリスト教世界」のものであるとして通常の聖書を露骨に嫌悪する場合さえある。もちろん各種翻訳の収集をたしなむ愛好家もまた存在するものの、多くの場合、現実問題として日本などのエホバの証人は新世界訳に依存しているといってよい。
前述の「統治体」の成員を11年間勤めたのち排斥された(脱退した)レイモンド・ビクター・フランズによれば、最初の英語版が訳された当時「新世界訳聖書翻訳委員会」は次の4名からなり、すべて統治体の成員であるという。組織の最上層部による翻訳といえる。
- ネイサン・ホーマー・ノア (第三代会長)
- フレデリック・ウィリアム・フランズ (第四代会長)
- アルバート・D・シュローダー
- ジョージ・D・ギャンギャス

同著によれば、この中では
すなわち「言語知識があったのはひとりだけ」であり、先の「聖書を理解している人たち」が訳したというエホバの証人側の主張はこれと矛盾する要素を含んでいる。
しかも、スコットランドの法廷で1954年になされた証言では、そのフランズ四代会長独学のヘブライ語知識も怪しいようである。ヘブライ語を知っているかと聞かれ「イエス」、話せるかについては「ノー」、「創世記」2章4節のヘブライ語訳を求められると「やりたくない」と答えたという。
訳されたヘブライ語については、たとえば「創世記」2章3節に登場する、一般に「休まれた」と訳される完了態の語を未完了態として「休んでおられる」と訳し、自分たちの出版物にあたかもそれでよいかのように書いているが、牧師で神学校教授の故千代崎秀雄が「ビックリし」て「念のためにヘブライ語聖書を開いて見た」ところ、「そこにはシャーバトとあ」り、「休んだ」と「まぎれもなく完了態」であったという。千代崎によれば、「この訳者はヘブライ語文法を学んだことがないとしか思えなくなる」。2019年改訂版も「休んでいるのである」と訳されており、本質的な改善はない。
上述の内容について、エホバの証人は以下を主張している。
- エホバの証人にしてみれば、これは本書を読んだことがない学者の屁理屈であり、エホバの証人が未完了態を指摘しているのは創世記2章2節である。ここにある「休み始めた」と訳しているヘブライ語ワイイシュボートが未完了態であり、創世記2章3節は完了態であるので「休んだ」と訳すべきであるが、日本語版では2章2節を未完了態に訳すことができなかったため、2章3節で未完了態に訳しているに過ぎない[10]。

一方で、エホバの証人はしばしば「米国ノーザン・アリゾナ大学の宗教学准教授ジェイスン・デービッド・ベドゥーン」(現在は教授)などの説を「好意的な論評」として引用し、次のように宣伝する。

しかしながら、同著の別の箇所で、たとえば次のように述べられていることが、先ほどの引用に含まれていないことを見逃してはならない。[新世界訳が]現代の英文読者のためにできる最善の翻訳とは思わないという意味である。
これは自らに有利な引用のみを行い、不利な情報を退けることにより、印象を操作していると言うこともできる。この種の引用に関する指摘はかねてより多くあり、エホバの証人側の情報を盲信することは危険を伴うとして注意喚起がなされている。
とくに、カルト宗教やその被害の対策に取り組む「真理のみことば伝道協会」主事ウィリアム・ウッドの著書『「エホバの証人」への伝道ハンドブック』7ページによれば、「エホバの証人」が自らの考えとして用いているさまざまな文献や論説は、多くの場合彼らにとって都合のよい一部が取り出されているにすぎず、今日の聖書学者のほとんどが、「エホバの証人」の教理は取るに足りないものだといっている。
また、大野キリスト教会宣教牧師でJWTC エホバの証人をキリストへ主講師の中澤啓介も事態を重く見て、著書『十字架か、杭か』11ページにおいて(ものみの塔聖書冊子)協会出版物は、権威ある学術的な書物から、自分たちにとって都合がよいように、不誠実な引用を繰り返しており、学問の世界では、まったく考えられないほどの「悪引用」であって、(ものみの塔聖書冊子)協会の出版物を読むだけでは、事実を正確に認識することはできないため、協会の出版物を読んだだけで、協会が教えている教理を弁護しないでいただきたいという一つだけをお願いしている。

## 論争
キリスト教会は、エホバの証人は異端であり、本書はその教義に合わせて改竄されているため聖書とはいえないとの立場をとっている。具体的には、つぎのような理由がある。
- エホバの名を、一般の新約聖書の範囲に相当する「クリスチャン-ギリシャ語聖書」でも使用している。エホバの証人は「神のみ名を復元している」[証人 20]としているが、専門家らの見解は懐疑的である。『ものみの塔の新世界訳聖書は改ざん聖書』[3]という文献は、信頼ある校訂本文や古代訳また教父文書にもエホバの名がないことなどを指摘した上で、『新世界訳』の「資料」に問題があることを5箇条にまとめて示しており、その結論によれば、新約聖書で「エホバと訳したこと、これは正当な根拠がな」く、「このような資料をもって、“エホバ”と置き換えをするのは、意図的誤訳、つまり改ざん」である[6]。

上述の内容について、エホバの証人は以下を主張している。
- 新約聖書で神の名を使っている聖書は新世界訳だけではなく、ヘブライ語学教授のエリアス・フッターが作成した12の言語を用いた有名な翻訳であるニュルンベルク多国語対訳聖書でも、新約聖書のヘブライ語訳にて神の名を200回以上用いている。英語、スペイン語、ドイツ語など120以上の言語で、新約聖書中でも神の御名が用いられている聖書が作成されている。例えば「Jihova」を48の節で51回用いているフィジーのロトゥマ語聖書（1999年）、「Jahowa」を110回用いているインドネシアのバタク語（トバ）訳（1989年）が現存する[17]。

### 三位一体の隠蔽
伝統キリスト教会により、以下が指摘されている。
- キリスト教でいう三位一体を、本書はつとめてひた隠しにしている。
- エホバの証人が攻撃しているキリスト教の三位一体をひとことでいうと、三位すなわち3つの位格が一体であることである。「ただひとりの神」が「3つの位格（人間でいう人格）」をもち、それらが本質的に一体であるというものである。三位とは父と子と聖霊、すなわち天地の造り主である全能の父なる神、神の子イエス・キリスト、そして聖霊である。どの位格も聖書の神といえるし、ただひとりの神である以上、一体でなくてはおかしい。旧約聖書の主なる神すなわちヤハウェとは、新約聖書では三位一体の神を指すことも、父、子、聖霊のいずれを指すこともあるのである。

上述の内容について、エホバの証人は以下を主張している。
- しかし、この主張には矛盾がある。なぜなら、①マタイ4章10節で、申命記5章9節を引用してヤハウェ(エホバ)だけを崇拝するよう命令されていること、②マタイ12章32節でイエスへの冒涜は許されるが、聖なる力(聖霊)への冒涜は許されないと、イエス自身が明言していること、③イエス自身聖書中でたびたび神に祈っていること（イエスが神なら祈る必要はない。もし、弟子に示すために祈りのふりをしたというならイエスは偽善者ということになる。）、④イエス自身、ご自分より神のほうが偉大だと認めていること（ヨハネ14章28節）⑤使徒パウロは、頭の権を述べる際に神がイエスの「頭」であることを前提にしていること（コリント人への第一の手紙11章3節）などから、三位一体は聖書の記述と矛盾するからである。
- 上記のことから、エホバの証人の組織の出版物は「キリストは神性を備えてはいるが神ご自身ではなかった」、「聖なる力は、人や神のような存在ではなく、神が送り出す力」と教える。

キリスト教側の反論によれば、それは聖書に矛盾する。具体的にはたとえば、イエスが神であることは新約聖書『ヨハネによる福音書』などでとくに強調されているし、また聖霊の神がクリスチャンたちに行う語りかけを同『使徒言行録』などが実例を挙げて示していることからしても、聖書のいう聖霊は意思ある位格(人間でいう人格)であるといえる。
上述の内容について、エホバの証人は以下を主張している。
- しかし、聖書中で聖なる力（聖霊）が神であると主張する箇所はなく、上記の主張は三位一体論者の妄信である。

### 聖書の箇所ごとについての論争
ヨハネによる書1章1節:「初めに言葉と呼ばれる方がいた。言葉は神と共にいて，言葉は神のようだった」などのような「本書の訳文は改竄されており、キリストの神性を否定する異端的な内容に書き換えられている」と指摘されている。エホバの証人によれば「言葉は神と共にいて」の「神（テオン）」には冠詞（トン）があり、「言葉は神（テオス）だった」（脚注・直訳）の「神」に冠詞がないため、後半は「言葉（イエス・キリスト）は神のようなものであった」なのだという。キリスト教会によれば、冠詞の有無はそういう意味ではなく、「言葉」はイエス・キリストを指し、かつ神なのである。さらに、ヨハネの福音書において、1:6、1:18（前半）等16箇所においての「神（エホバ）」について、冠詞がないことも指摘する。
上述の内容について、エホバの証人は以下を主張している。
- エホバの証人の組織の出版物によれば、「神」という称号はエホバ固有のものではなく、ヘブライ語聖書ではイエス（イザヤ9:6）や天使(詩編8編5節)、ギリシャ語聖書では悪魔サタンにも用いられており(コリント人への第二の手紙4章4節)、しかもヘブライ語エールには冠詞がない（"God"と"a god"の区別がない）ため、福音書筆者がヘブライ語聖書から引用して「言葉」（イエス）を「神（God）」と呼んでも問題なく、それがエホバとイエスが同格だという意味ではないという。また、西暦初期のギリシャ語を翻訳した古代コプト語訳のヨハネによる福音書1章1節が、新世界訳と同様に訳していることにも注目している。

キリスト教に言わせれば、そのようなエホバの証人の組織の出版物は正確とはいえない。聖書は繰り返し一神教を説いており、唯一まことの神以外に神を認めることは、たとえ「のようなもの」であっても矛盾である。旧約聖書『詩編』8編5節の神は、どのような意味でも文脈に齟齬はないが、新約聖書『コリントの信徒への手紙二』4章4節では、サタンはむしろ天の神のニセモノとして「この世の神」と呼ばれたのである。しかしイエス・キリストを神というとき、サタンのようなニセモノの神と考えるのは無理がある。天の父も、イエス・キリストも、唯一まことの神として本質的に一体と考えるべきであり、同じただひとりの神である以上、神の位格であるイエスは神であるという。
上述の内容について、エホバの証人は以下を主張している。
- しかし、エホバの証人にすれば上記の主張は矛盾がある。聖書中では天使のことを神と呼んでいる箇所がある。例えば、ロトが接待したのは3人の天使だったが（創世記19章1節）、ロトはその天使を「ヤハウェ（エホバ)」と呼んでおり（創世記19章27節）、聖書自体も天使を神の名で呼んでいる（創世記18章1節）。これは天使が神の位格にあるというわけではなく、その天使が神の代行者であることを表しているに過ぎない。同様のことはヤコブが天使と組み打ちをした時にも示されている（創世記32章）。詩編の中でも天使や宗教指導者が神だと述べている箇所がある。イエスを神とするヨハネ1章1節の主張も同様に解釈すべきであるが、三位一体論者はそれを完全に無視する。また、三位一体を信じることはイエスや聖なる力（聖霊）が神と対等であることを認めることであり、それはエホバだけが全能者であるとする聖書の一神教と矛盾する。

- グランヴィル・シャープの法則によれば、英語などで The A and B. のように、ひとつの冠詞で表わした A と B は互いに同一であり、ギリシャ語でも同様である。すなわち「神とキリスト」ではなく「神であるキリスト」と読みうるのである。もっともキリスト教側のいうには、聖書によればキリストは神の子でありながら、いやしき人の子としてわれらのもとにお生まれになったのであるから、天の父なる神とは上下大小の差があるともいえるが、本質的にひとつであり、ただひとりの神である。これに対しエホバの証人は、ヨハネによる書14章28節の「父はわたし（イエス）より偉大な方」というのを独自に解釈し、すべての句において「神とキリスト」という読み方しかできないとしている。三位一体論者は、そもそも聖書筆者は文法学者ではない、という前提を無視して主張しているのである。

テサロニケの信徒への手紙二1章12節(本書表記では『テサロニケ人への第二の手紙』)においては本書のほか、キリスト教の聖書では新共同訳聖書と口語訳聖書が「神とキリスト」の読みを採用しているが、新改訳聖書は「神であるキリスト」の読みを採用している。新共同訳は美しく自然な日本語が評判で広く用いられており、また口語訳も終戦直後から長く愛されてきたのであるが、新改訳は聖書原典にひときわ忠実であることで支持されており、面目躍如である。
ペトロの手紙二1:1(本書表記では『ペテロの第二の手紙』)においては本書と新共同訳聖書と口語訳聖書が「神とキリスト」の読みを採用し、新改訳聖書が「神であるキリスト」の読みを採用している。
テトスへの手紙2章13節においては本書と「新アメリカ聖書」（英語）、「現代英語の新約聖書」（英語）が「神とキリスト」の読みを採用し、「新共同訳聖書」と「口語訳聖書」と「新改訳聖書」が「神であるキリスト」の読みを採用している。

## 付録
2019年改訂版普通版には聖書の各書の一覧表、聖書用語集、「初めて聖書を読む方へ」、脚注語句索引、聖書用語集、カラーの地図などが付録として載せられている。2020年には電子版のみのスタディー版も発表され、これには4福音書の詳細な解説が載せられている。
1985年版の参照資料つき版（脚注つき）には聖書(重要)語句索引、脚注語句索引、付録としてエホバの名の説明、聖書の原語の音訳他、生命の状態、聖句の説明、神とキリストの違い、他換算表、地図と図表、などがある。

## 他の版
2024年8月現在、（点字・手話を含め）300の言語で2億3,500万部以上発行。2019年改訂版はすべて革表紙で、普通版、大版、ポケット版、手話版があり、エホバの証人の公式ウェブサイト上にオンラインスタディー版がある。1985年版は普通版、ソフトカバー版、ソフトカバーポケット版、大文字版（分冊）、参照資料付き版、デラックス（革表紙）版、デラックスポケット版、インターネットダウンロード版、ウェブ版がある。また、本書を収録した聖書研究ソフトウェアとして、JW Library、Watchtower Library、ものみの塔オンライン・ライブラリがある。

### エホバの証人
1. 1 2  ものみの塔聖書冊子協会（エホバの証人）2024 統治体からの話（5）-エホバの証人の公式サイト『JW.ORG / エホバの証人の公式ウェブサイト』
2. ↑  「目ざめよ！」2016年No.1 p9, ものみの塔聖書協会
3. ↑  1987 エホバの証人の年鑑, ものみの塔聖書協会
4. ↑  「あらゆる良い活動を行う用意が完全に整い」ました！－日本語の「新世界訳聖書」改訂版が発表される, jw.org（ものみの塔聖書冊子協会）
5. ↑  ものみの塔聖書冊子協会（エホバの証人）「Online Bible」「オンライン聖書」『JW.ORG / エホバの証人の公式ウェブサイト』
6. ↑  ものみの塔聖書冊子協会（エホバの証人）「年次総会の報告2013」『JW.ORG / エホバの証人の公式ウェブサイト』
7. ↑  ものみの塔聖書冊子協会（エホバの証人）「研究7－現代の聖書」『聖書全体は神の霊感を受けたもので，有益です』 320〜327ページ、1983年、1990年。
8. ↑  ものみの塔聖書冊子協会（エホバの証人）「 JW Library」『JW.ORG / エホバの証人の公式ウェブサイト』
9. ↑  『新世界訳聖書』(2019年改訂版、2049ページ）「聖書はどのように現代にまで伝えられてきたか」
10. ↑  ものみの塔聖書冊子協会（エホバの証人）「序文」『新世界訳聖書—参照資料付き』6〜12ページ、1985年。
11. ↑  ものみの塔聖書冊子協会（エホバの証人）「新世界訳」『聖書から論じる』 245ページ、1985年、1989年。
12. ↑  『新世界訳聖書』(2019年改訂版、2049ページ）「聖書はどのように現代にまで伝えられてきたか」
13. ↑  ものみの塔聖書冊子協会(エホバの証人) 『聖書に対する洞察』，第2巻, 563ページ
14. ↑  ものみの塔聖書冊子協会（エホバの証人）「オンライン聖書」『JW.ORG / エホバの証人の公式ウェブサイト』
15. ↑  ものみの塔聖書冊子協会（エホバの証人）「エホバの証人は独自の聖書を使っていますか」『JW.ORG / エホバの証人の公式ウェブサイト』
16. ↑  ものみの塔聖書冊子協会（エホバの証人）「「神の神聖な宣言」の翻訳を託される―ローマ 3:2」『JW.ORG / エホバの証人の公式ウェブサイト』吹き替えを聞き書き。
17. ↑  ものみの塔聖書冊子協会（エホバの証人） 『聖書全体は神の霊感を受けたもので，有益です』第1版、328ページ、1983年。
18. ↑  ものみの塔聖書冊子協会（エホバの証人）「「新世界訳」は正確ですか」『JW.ORG / エホバの証人の公式ウェブサイト』
19. ↑  ものみの塔聖書冊子協会（エホバの証人）「「非常に良い」翻訳」『ものみの塔』2004年12月1日号30ページ。
20. ↑  ものみの塔聖書冊子協会（エホバの証人）「参照資料付き新世界訳聖書付録1ニ クリスチャン･ギリシャ語聖書中の神のみ名」、1985年
21. ↑  ものみの塔聖書冊子協会（エホバの証人）「付録 「父，子，聖霊に関する真理」 『聖書は実際に何を教えていますか』
22. ↑  ものみの塔聖書冊子協会（エホバの証人）「バプテスマを受ける用意ができていますか」『ものみの塔』2020年3月号10-12ページ。
23. ↑  ものみの塔聖書冊子協会（エホバの証人）「「イエスは神ですか」『ものみの塔』2009年4月1日18〜19ページ。
24. ↑  ものみの塔聖書冊子協会（エホバの証人）「神」『聖書に対する洞察』第1巻602〜605ページ、1994年。
25. ↑  ものみの塔聖書冊子協会（エホバの証人）「「言葉」は“God”か“a god”か」『ものみの塔』2008年11月1日号24ページ。
26. ↑  ものみの塔聖書冊子協会（エホバの証人）「三位一体を信じるべきですか」（エホバの証人の公式サイト）
27. ↑  新世界訳聖書(2019年改訂版）, 4ページ
28. ↑  ものみの塔オンライン・ライブラリ エホバの証人の公式ウェブサイト

#### 新世界訳
1. ↑  新世界訳聖書翻訳委員会(エホバの証人) 「ルカによる書」23章43節 脚注、1985年。
2. ↑  新世界訳聖書翻訳委員会（エホバの証人）「創世記」2章4節 『新世界訳聖書』、1985年。
これは，天と地が創造されたとき，エホバ神が地と天を造られた日におけるその歴史である。
3. ↑  新世界訳聖書翻訳委員会（エホバの証人）「創世記」2章3節 『新世界訳聖書』、1985年。
それから神は七日目を祝福してそれを神聖にされた。その［日］に，造るために神が創造を行なったそのすべての業を休んでおられるのである。

### 一般
1. ↑  “Online Bible”.   Watch Tower Society. 2022年6月17日閲覧。
2. ↑  “Baybul we De Insay di Langwej we Pipul dɛn De Tɔk Ɛvride”.   Watch Tower Society. 2022年6月17日閲覧。
3. 1 2  正木 弥『ものみの塔の新世界訳聖書は改ざん聖書』びぶりや書房（現ビブリア書房）、2007年11月。ISBN 978-4-907420-02-4
4. ↑  正木 弥「ルカ 23:43」『ものみの塔の新世界訳聖書は改ざん聖書』びぶりや書房（現ビブリア書房）、2007年11月。ISBN 978-4-907420-02-4
5. ↑  正木 弥「ヨハネ 14:9」『ものみの塔の新世界訳聖書は改ざん聖書』びぶりや書房（現ビブリア書房）、2007年11月。ISBN 978-4-907420-02-4
6. 1 2  正木 弥「神のみ名」『ものみの塔の新世界訳聖書は改ざん聖書』びぶりや書房（現ビブリア書房）、2007年11月。ISBN 978-4-907420-02-4
7. ↑  内田和彦『キリストの神性と三位一体 「ものみの塔」の教えと聖書の教え』100ページ、2003年。ISBN 978-4-264-02127-8
8. 1 2 3 4  千代崎秀雄『「エホバの証人」はキリスト教か』いのちのことば社、1986年。ISBN 978-4-264-00832-3
9. ↑  レイモンド・フランズ著・樋口久訳 『良心の危機 ―「エホバの証人」組織中枢での葛藤』(Crisis of Conscience) せせらぎ出版、2001年。ISBN 978-4-88416-102-6
10. ↑  創世記2章2節と3節の脚注参考
11. ↑  NATROM 「エホバの証人の本に見られる「不完全な引用」」『進化論と創造論 科学と疑似科学の違い』2004年8月6日最終改訂。
12. ↑  トトロのとなり 「エホバの証人」『一歩 日豊 散歩』2011年10月16日午前1時13分02秒。
13. ↑  真理のみことば伝道協会
14. ↑  ウィリアム・ウッド『「エホバの証人」への伝道ハンドブック』いのちのことば社、1987年、ISBN 978-4-2640-0847-7
15. ↑  JWTC　エホバの証人をキリストへ
16. ↑  中澤啓介『十字架か、杭か』新世界訳研究会、1999年
17. ↑  『新世界訳聖書』(2019年版), 付録A5 ギリシャ語聖書中の神の名前
18. ↑  正木 弥『ものみの塔の新世界訳聖書は改ざん聖書』びぶりや書房（現ビブリア書房）、2007年11月。
19. ↑  正木 弥「ヨハネ 1章1節」『ものみの塔の新世界訳聖書は改ざん聖書』びぶりや書房（現ビブリア書房）、2007年11月。ISBN 978-4-907420-02-4
20. ↑  Sayed Faraj「新世界訳聖書の実像」 (「新世界訳聖書の実像」アーカイブ)
21. ↑  正木 弥「第二テサロニケ1章2節およびテトス2章13節」『ものみの塔の新世界訳聖書は改ざん聖書』びぶりや書房（現ビブリア書房）、2007年11月。ISBN 978-4-907420-02-4

#### 口語訳
1. ↑  日本聖書協会 「創世記」2章4節『口語訳聖書』、1954年、1955年。
これが天地創造の由来である。
主なる神が地と天とを造られた時、
2. ↑  日本聖書協会 「創世記」2章3節『口語訳聖書』、1954年、1955年。
神はその第七日を祝福して、これを聖別された。神がこの日に、そのすべての創造のわざを終って休まれたからである。